# Mazinho
Mazinho, teljes nevén: Iomar do Nascimento (Santa Rita, 1966. április 8. –) világbajnok brazil válogatott labdarúgó.
A brazil válogatott tagjaként részt vett az 1988. évi nyári olimpiai játékokon, az 1989-es és az 1991-es Copa Américán, illetve az 1990-es és az 1994-es világbajnokságon.

## Sikerei, díjai
Vasco da Gama
- Brazil bajnok (1): 1989
- Carioca bajnok (2): 1987, 1988
- Taça Guanabara (2): 1987, 1990

Palmeiras
- Brazil bajnok (2): 1993, 1994
- Paulista bajnok (2): 1993, 1994
- Torneio Rio-São Paulo (1): 1993

Brazília
- Olimpiai ezüstérmes (1): 1988
- Copa América győztes (1): 1989
- Világbajnok (1): 1994